# 松たか子
松 たか子（まつ たかこ、1977年6月10日 ‐ ）は、日本の女優、歌手、声優。日本舞踊松本流名取、初代 松本 幸華（しょだい まつもと こうか）の名も持つ。東京都出身。スイングバイ所属。夫はギタリストで音楽プロデューサーの佐橋佳幸。日本ペンクラブ会員。

## 家族
- 二代目松本白鸚:父
- 藤間紀子:母
- 松本紀保:姉
- 十代目松本幸四郎:兄
- 佐橋佳幸:夫
- 川原和久:義兄（姉の夫）
- 八代目市川染五郎:甥（兄の息子）[5]
- 七代目松本幸四郎:曽祖父
- 初代中村吉右衛門:曽祖父（父方の母方）
- 初代松本白鸚:祖父
- 二代目中村吉右衛門:叔父

## 来歴
二代目松本白鸚（当時は六代目市川染五郎）と藤間紀子の末子として東京都に生まれる。白百合学園中学校・高等学校から、芸能活動のため堀越高等学校に転校し、卒業。亜細亜大学中退。
白百合学園小学校・中学校時代の同級生に宝塚歌劇団81期生の妃里梨江、堀越高等学校時代の同級生に浜崎あゆみ、はとこの市川團十郎 (13代目)がいる。
16歳だった1993年（平成5年）に、歌舞伎座で歌舞伎『人情噺文七元結』で初舞台を踏む。翌1994年（平成6年）にはNHK大河ドラマ『花の乱』でテレビドラマに初出演。1995年（平成7年）には同局のドラマ『藏』で主演を務め、1996年には月9ドラマ『ロングバケーション』にメインキャストの1人として出演し、以降は映像・舞台等で女優としてのキャリアを重ねる。
1996年（平成8年）には、史上最年少（19歳）でNHKの『第47回NHK紅白歌合戦』の紅組司会に抜擢される。
1997年（平成9年）に歌手としてデビューする。松の代表曲である「明日、春が来たら」を始めとした初期のキャリアを担当した音楽プロデューサーの日向大介からの第一印象は「最初に今井美樹さんの楽曲を歌ったデモテープが送られてきたのでそのイメージから離れるのに苦労した」と語るが「ピアノが下手なプロより上手で、純粋な音楽家になれる素質があった」「僕の仮歌を一度聞くだけで、すぐに頭の中に入れてくれた」と賛辞のコメントを残している。同年末の『第48回NHK紅白歌合戦』には今度は歌手として出場を果たす。以後も女優業と並行しながら、ミュージシャンとしての活動も精力的にこなし、2017年（平成29年）までにシングル22枚、アルバム13枚を発表、全国コンサートツアーも4度行っている。
歌舞伎や新派、松本幸四郎が主演するミュージカルに出演し、蜷川幸雄演出『ハムレット』で初めて外部の舞台を経験、以後、野田秀樹、串田和美などの作品では主役に抜擢される。三谷幸喜の群像劇、劇団☆新感線、東宝ミュージカルでヒロインを務めるほか、『嵐が丘』『おはつ』などの商業演劇でも主演し、新橋演舞場史上最年少座長（21歳、99年『天涯の花』）の記録を持っている。
1996年（平成8年）の『ロングバケーション』への出演を皮切りに、1997年（平成9年）の『ラブジェネレーション』、そして2001年（平成13年）の『HERO』と、フジテレビ系列の月9ドラマに出演。いずれも木村拓哉と共演し、30%前後の高視聴率を記録している。
2006年（平成18年）アニメーション映画『ブレイブ・ストーリー』にて主人公三谷亘を演じ、声優デビュー。
2007年（平成19年）12月28日にミュージシャン・佐橋佳幸と結婚。
2010年（平成22年）、主演した映画「告白」がR15指定されたにもかかわらず、大ヒットを記録した。
2011年（平成23年）春に長年所属していたパパドゥを退社、個人事務所スイングバイを設立し独立。
2014年（平成26年）、声優としてディズニー映画『アナと雪の女王』に主演、また歌唱を担当した同作品の日本語吹き替え版劇中歌「レット・イット・ゴー」はフル配信100万DLを達成。
2014年11月27日、第一子の妊娠を発表。2015年（平成27年）3月30日、第一子女児の出産を発表。同年7月の舞台『かがみのかなたはたなかのなかに』で仕事復帰を果たす。
2017年（平成29年）、5年ぶりに主演を務めた連続ドラマ『カルテット』と共に数多くの賞を受賞し、高い評価を受けた。同年NHK朝の連続テレビ小説97作目『わろてんか』へ主題歌として楽曲を提供し、18年ぶりに歌手として年末の『第68回NHK紅白歌合戦』へ出場し同曲を披露。
2020年（令和2年）2月9日（日本時間10日）、米映画界最大の祭典「第92回アカデミー賞授賞式」で、歌曲賞にノミネートされた『アナと雪の女王2』の「イントゥ・ジ・アンノウン」を各国のエルサ役の声優たちと共に、日本人として初めて歌唱。また公の場で同曲を披露するのも今回が初めてとなった。

## 人物・エピソード
- 父は松本白鸚、兄は松本幸四郎、姉は松本紀保と家族そろって芸名は松本姓を名乗っており、松だけが違うが、これは初代中村吉右衛門の娘で、松の祖母にあたる「正子さん」が「松派」という流派を率いていたことに由来する。松正子が芸事に通じていたことから、その『松』を取り、父の松本白鸚が決めたという[18]。
- 2024年、ラジオ番組『D's Cafe』に出演した際には「ディズニー作品の中で好きな登場人物はいますか？」という質問に対して、自身が声を担当した『アナと雪の女王』のエルサの他に『白雪姫』に登場する「7人のドワーフたち」の1人である"グランピー/おこりんぼ"の名前を好きな登場人物として挙げている[19]。
- 山崎製パンのCMキャラクターを長年務めている関係もあり、撮影現場には毎回大量のヤマザキパンを差し入れすることが恒例となっており、その光景はCMにちなんで「パン祭り」とも称される[20]。2021年の主演ドラマ『大豆田とわ子と三人の元夫』の公式インスタグラムなどでもその模様が明かされている[21]。
- 松田聖子の大ファンであり[22]、2014年にはCMで松田とともに「赤いスイートピー」を歌っている[23]。
- スターダストレビューのファンでもあり、同バンドの30周年コンサートではオープニングナレーション、35周年コンサートではゲストとして出演している。

## 受賞歴
- ロングバケーション
  - 第9回ザテレビジョンドラマアカデミー賞 新人俳優賞[24]
- 東京日和
  - 第22回報知映画賞 新人賞
- 四月物語
  - 第8回日本映画批評家大賞 女優賞
- 櫂
  - 第37回ギャラクシー賞個人部門 奨励賞
- 天涯の花、セツアンの善人
  - 第50回芸術選奨新人賞 演劇部門
- 明るいほうへ 明るいほうへ
  - 第10回橋田賞 橋田賞[25]
- NODA・MAP「オイル」
  - 第38回紀伊國屋演劇賞 個人賞
- 隠し剣 鬼の爪
  - 第29回報知映画賞 主演女優賞
  - 第28回日本アカデミー賞 優秀主演女優賞
- NODA・MAP「贋作 罪と罰」、コーカサスの白墨の輪
  - 第13回読売演劇大賞 優秀女優賞
- 東京タワー 〜オカンとボクと、時々、オトン〜
  - 第31回日本アカデミー賞 優秀助演女優賞[26]
- ひばり、ロマンス
  - 第7回朝日舞台芸術賞 舞台芸術賞
  - 第15回読売演劇大賞 最優秀女優賞
- ヴィヨンの妻 〜桜桃とタンポポ〜
  - 第33回山路ふみ子映画賞 女優賞[27]
  - 第34回報知映画賞 主演女優賞
  - 第22回日刊スポーツ映画大賞・石原裕次郎賞 主演女優賞
  - 第83回キネマ旬報ベスト・テン 主演女優賞
  - 第33回日本アカデミー賞 最優秀主演女優賞[28]
- ミュージカル「ジェーン・エア」
  - 第35回菊田一夫演劇賞 演劇賞
- 告白
  - 第34回日本アカデミー賞 優秀主演女優賞[29]
  - 第2回日本シアタースタッフ映画祭 主演女優賞
- 夢売るふたり
  - 第36回日本アカデミー賞 優秀主演女優賞[30]
  - 第34回ヨコハマ映画祭 主演女優賞
  - 第22回東京スポーツ映画大賞 主演女優賞
  - 第27回高崎映画祭 主演女優賞
- カルテット
  - 第7回コンフィデンスアワード・ドラマ賞 主演女優賞[31][32]
  - コンフィデンスアワード・ドラマ賞 年間大賞 2017 主演女優賞[13][33]
  - 第92回ザテレビジョンドラマアカデミー賞 主演女優賞[34]
  - 第26回橋田賞 橋田賞
  - 第32回日本ゴールドディスク大賞ベスト5ソング・バイ・ダウンロード[35]（主題歌「おとなの掟」）
- 大豆田とわ子と三人の元夫
  - 第108回ザテレビジョンドラマアカデミー賞
    - 主演女優賞
    - ドラマソング賞（「Presence I」 (feat. KID FRESINO) STUTS & 松たか子 with 3exes）[36]

  - SPACE SHOWER MUSIC AWARDS 2021
    - BEST COLLABORATION SONG（「Presence I」 STUTS & 松たか子 with 3exes ）

### その他
- - 1997年度エランドール賞 新人賞大賞
  - 日本のニューヒロイン'97 第1位
  - 第34回ゴールデン・アロー賞
    - 最優秀新人賞
    - 放送新人賞

  - 第12回日本ゴールドディスク大賞 ニューアーティスト・オブ・ザ・イヤー[37]
  - 第36回ゴールデン・アロー賞 演劇賞
  - 第21回松尾芸能賞 新人賞
  - 第43回ゴールデン・アロー賞 演劇賞
  - 第9回岩谷時子賞 岩谷時子賞[38]

## 出演

### 映画
- 東京日和（1997年、東宝） - 水谷 役
- 四月物語（1998年、ロックウェルアイズ） - 主演・楡野卯月 役
- ナイン・ソウルズ（2003年、東北新社=リトル・モア） - ユキ 役
- 隠し剣 鬼の爪（2004年、松竹） - きえ 役
- THE 有頂天ホテル（2006年、東宝） - 竹本ハナ 役
- 東京タワー 〜オカンとボクと、時々、オトン〜（2007年、松竹） - ミズエ 役
- HERO（2007年、東宝） - 雨宮舞子 役
- K-20 怪人二十面相・伝（2008年、東宝） - 羽柴葉子 役
- ヴィヨンの妻 〜桜桃とタンポポ〜（2009年、東宝） - 主演・佐知 役
- 告白（2010年、東宝） - 主演・森口悠子 役
- 大鹿村騒動記（2011年、東映） - 織井美江 役
- 忌野清志郎 ナニワ・サリバン・ショー〜感度サイコー!!!〜（2011年）
- 夢売るふたり（2012年、アスミック・エース） - 主演・市澤里子 役
- 小さいおうち（2014年、松竹） - 主演・平井時子 役
- ジヌよさらば〜かむろば村へ〜（2015年、キノフィルムズ） - 天野亜希子 役
- HERO（2015年、東宝） - 雨宮舞子 役
- 泣き虫しょったんの奇跡（2018年、東京テアトル） - 鹿島澤佳子 役[39]
- ハード・コア（2018年、KADOKAWA） - 女 役[40]
- 来る（2018年、東宝） - 比嘉琴子 役[41]
- マスカレード・ホテル（2019年、東宝） - 長倉麻貴（片桐瑶子） 役[42]
- ラストレター（2020年、東宝） - 主演・岸辺野裕里 役[43][44]
- 峠 最後のサムライ （2022年、松竹=アスミック・エース） - おすが 役[45]
- 土を喰らう十二ヵ月（2022年、日活） - 真知子 役[46][47]
- ファーストキス 1ST KISS（2025年、東宝） - 主演・硯カンナ 役[48]
- 夏の砂の上（2025年、アスミック・エース） - 小浦恵子 役[49]

### 劇場アニメ
- ブレイブ・ストーリー（2006年、ワーナー・ブラザース映画） - 主演・三谷亘 役[50]
- アナと雪の女王（2014年、ディズニー） - 主演・エルサ[注 1] 役（日本語吹替・歌唱）[51]
- アナと雪の女王 エルサのサプライズ（2015年、ディズニー） - 主演・エルサ[注 1] 役（日本語吹替・歌唱）
- LEGO アナと雪の女王 オーロラの輝き（2017年、ディズニー） - 主演・エルサ[注 1]  役（日本語吹替）
- 打ち上げ花火、下から見るか? 横から見るか?（2017年8月18日公開、東宝） - なずなの母親 役[52]
- アナと雪の女王/家族の思い出（2018年、ディズニー） - 主演・エルサ[注 1] 役（日本語吹替・歌唱）
- シュガー・ラッシュ:オンライン（2018年、ディズニー） - エルサ 役（日本語吹替）[53]
- アナと雪の女王2（2019年、ディズニー） - 主演・エルサ[注 1] 役（日本語吹替・歌唱）[54]
- オラフの生まれた日（2020年、ディズニー） - 主演・エルサ[注 1] 役（日本語吹替・歌唱）
- ワンス・アポン・ア・スタジオ -100年の思い出-（2023年、ディズニー） - エルサ 役（日本語吹替）
- ウィッシュ（2023年、ディズニー）（日本語吹替・歌唱）[55]

### 舞台
- 歌舞伎『人情噺文七元結』（1993年10月） - お久 役
- 新派『小粋な幽霊』（1994年5月） - ぼたん 役
- 新派『あぢさゐ』（1994年5月） - お光 役
- 新派『滝の白糸』（1994年10月） - 桔梗 役
- 新派『じゅんさいはん』（1994年10月） - お梅 役
- 東宝ミュージカル『ラ・マンチャの男』
  - （1995年6月、1997年8月 - 9月、1999年8月 - 9月） - アントニア 役
  - （2002年5・8月、2005年5月 - 6月、2008年4月、2009年5月、2012年5 - 8月） - ヒロイン・アルドンサ 役
  - （2022年2月）- ヒロイン・アルドンザ 役[56]
- 蜷川幸雄演出『ハムレット』
  - （1995年10月、1998年3月 - 5月・8月） - ヒロイン・ オフィーリア 役
- 新橋演舞場公演『天涯の花』（1999年1月） - 主演・平珠子 役
- 串田和美演出『セツアンの善人』
  - （1999年5月～6月、2001年9月） - 主演・シェン・テ／シュイ・タ 役
- 三谷幸喜作・演出ミュージカル『オケピ!』（2000年6月～7月） - 東雲 役
- 串田和美演出『VOYAGE〜船上の謝肉祭〜』（2000年10月） - 主演
- シアターナインス『夏ホテル』（2001年4月～5月） - カオル 役
- 新橋演舞場公演『嵐が丘』（2002年1月） - 主演・キャサリン 役
- 東宝ミュージカル『モーツァルト!』（2002年10 - 11月） - ヒロイン・ コンスタンツェ 役
- NODA・MAP『オイル』（2003年4月 - 6月） - 主演・富士 役
- 新橋演舞場公演『おはつ』（2004年1月） - 主演・お初 役
- TBS『浪人街』（2004年5 - 6月） - ヒロイン・お新 役
- 東宝ミュージカル『ミス・サイゴン』（2004年8 - 11月） - 主演・キム 役
- 串田和美演出音楽劇『コーカサスの白墨の輪』（2005年1 - 3月） - 主演・グルシャ 役
- NODA・MAP『贋作・罪と罰』（2005年12月 - 2006年2月） - 主演・三条英 役
- 劇団☆新感線『メタルマクベス』（2006年5月 - 7月） - 主演・ランダムスター夫人／林B 役
- 蜷川幸雄演出『ひばり』（2007年2月） - 主演・ジャンヌ・ダルク 役
- こまつ座＆シス・カンパニー公演『ロマンス』（2007年8月 - 9月） - マリヤ 役
- 長塚圭史作・演出『SISTERS』（2008年7月 - 8月） - 主演・尾崎馨 役
- NODA・MAP『パイパー』（2009年1月 - 2月） - 主演・ダイモス 役
- 松竹ミュージカル『ジェーン・エア』
  - （2009年9月、2012年10月 - 11月） - 主演・ジェーン・エア 役
- ケラリーノ・サンドロヴィッチ演出『2人の夫とわたしの事情』（2010年4月 - 5月） - 主演・ヴィクトリア 役
- 串田和美演出『十二夜』（2011年1月） - 主演・セバスチャン／ヴァイオラ(シザーリオ) 役
- 長塚圭史作・演出『音のいない世界で』（2012年12月 - 2013年1月）- セイ 役
- 串田和美演出『もっと泣いてよフラッパー』 （2014年2月 - 3月）- 主演・トランク・ジル／習慣阿呆 役
- 長塚圭史作・演出『かがみのかなたはたなかのなかに』
  - （2015年7月、2017年12月 - 2018年2月）- ケイコ 役
- NODA・MAP 『逆鱗』（2016年1月29日 - 4月3日）- 主演・NINGYO 役
- 串田和美演出『メトロポリス』（2016年11月） - 主演・マリア／パロディ 役
- 岩井秀人作・演出『世界は一人』（2019年2月 - 4月） - 田辺美子／森和枝 役
- NODA・MAP 『Q: A Night At The Kabuki』（2019年10月8日 - 12月11日）- 主演・それからの愁里愛 役[57][58]
  - NODA・MAP『Q：A Night At The Kabuki Inspired by A Night At The Opera』（2022年7月29日 - 10月30日）[59]
- 長塚圭史作・演出『イヌビト 〜犬人〜』（2020年8月）-  主演・案内役／マツダタケコ／プティ 役[60][61]
- 松尾スズキ演出 COCOON PRODUCTION 2021＋大人計画 『パ・ラパパンパン』（2021年11月 - 12月）- 主演・来栖てまり／ファン・スクルージ 役[62]
- NODA・MAP『兎、波を走る』（2023年6月 - 8月、東京芸術劇場プレイハウス／新歌舞伎座／博多座）- 主演・アリスの母 役[63]
- 大パルコ人⑤オカタイロックオペラ『雨の傍聴席、おんなは裸足…』（2025年11月6日 - 30日〈予定〉、PARCO劇場 / 12月4日 - 14日〈予定〉、SkyシアターMBS / 12月20日・21日〈予定〉、仙台サンプラザホール）[64][65]

#### 出演ステージ
- 第1回松鸚會 - 舞踊「羽の禿」（1984年10月、国立劇場）
- 歌舞伎「鼠小僧次郎吉」（1985年1月、歌舞伎座）- 通行人 役　＊1回のみ
- 藤襲会 - 舞踊「屋敷娘」（1988年7月、国立小劇場）
- 第2回松鸚會 - 舞踊「女の四季」（1992年9月、国立劇場）＊名取・松本幸華 襲名
- 今藤政次郎の会 - 小唄「花の友」（1993年5月、国立小劇場）
- 松本幸子十七回忌 - 舞踊「花がたみ」（1993年6月、国立大劇場）
- 第3回松鸚會 - 舞踊「春のしらべ」（1995年4月、国立劇場）
- 第4回松鸚會（1998年9月28日、国立大劇場）
  - 舞踊「女の四季」
  - 舞踊「京鹿子娘道成寺」- 所化 役
- 第9回松鸚會 - 擽楽「静謐」（2009年8月15日、国立劇場大劇場）
- 国際ペン東京大会2010「文学フォーラム」（2010年9月24日、早稲田大学大隈講堂）
  - チママンダ・ンゴズィ・アディーチェ「なにかが首のまわりに」朗読
- 東京キャラバン〜プロローグ〜（2015年10月10日、駒沢オリンピック公園）
  - 「旅立つ前夜〜1964年の子ら」- 朗読
  - ファッション「交わる」地上を目指した人魚 - パフォーマンス
- 東京キャラバン in 東北（2016年9月18日、音屋ホール）
- 東京キャラバン in 京都・亀岡 （2017年8月20日、生涯学習施設・道の駅 ガレリアかめおか 「コンベンションホール」）
  - 公開ワークショップ
- 東京キャラバン in 京都・二条城（2017年9月2日〜3日、世界遺産・二条城 国宝・二の丸御殿前 特設ステージ）
  - 「夏の魂の中で」 - 朗読／歌唱＆パフォーマンス
- 劇場の灯を消すな！ Bunkamura シアターコクーン編 松尾スズキプレゼンツ アクリル演劇祭（2020年7月5日、Bunkamura シアターコクーン）＊6月中収録、放送/配信のみ - 歌唱＆パフォーマンス

### テレビドラマ
- 花の乱（1994年4月 - 5月、NHK総合） - 椿→日野富子（少女時代） 役
- 藏（1995年6月、NHK） - 主演・田乃内烈 役[66]
- 古畑任三郎2nd season 第21回 魔術師の選択（1996年2月28日、フジテレビ） - 毛利サキ 役
- ロングバケーション（1996年4月 - 6月、フジテレビ） - 奥沢涼子 役
- 秀吉 第34回 - 最終回（1996年9月 - 12月、NHK総合） - 茶々→淀 役
- こんな私に誰がした（1996年10月 - 12月、フジテレビ） - 岩崎奈津子 役
- 竜馬がゆく（1997年1月1日、TBS） - 千葉さな子 役
- 僕が僕であるために（1997年1月3日、フジテレビ） - 村中宏子 役
- 古都の恋歌（1997年3月17日、TBS） - 内藤桃代 役
- ひとつ屋根の下2（1997年4月 - 6月、フジテレビ） - 望月実希 役
- 春燈（1997年9月、NHK総合） - 主演・富田綾子 役
- ラブジェネレーション （1997年10月 - 12月、フジテレビ） - 主演・上杉理子 役
- 烏鯉（1998年10月5日、TBS） - 山下薫子 役
- じんべえ（1998年10月 - 12月、フジテレビ系） - ヒロイン・高梨美久 役
- 櫂（1999年5月、NHK総合） - 主演・富田喜和 役[67]
- 今夜は営業中（1999年9月18日、日本テレビ） - 高松かな子 役
- お見合い結婚（2000年1月 - 3月、フジテレビ） - 主演・中谷節子 役
- 慎吾ママドラマスペシャル おっはーは世界を救う（2001年1月8日、フジテレビ） - 本人 役
- HERO（フジテレビ） - ヒロイン・雨宮舞子 役
  - 第1期（2001年1月 - 3月）
  - 特別編（2006年7月3日）
- 明るいほうへ 明るいほうへ（2001年8月27日、TBS） - 主演・金子テル（金子みすゞ）役
- 忠臣蔵1/47（2001年12月28日、フジテレビ） - 瑤泉院（あぐり）役
- 東京物語（2002年7月6日、フジテレビ） - 平山紀子 役
- いつもふたりで（2003年1月 - 3月、フジテレビ） - 主演・谷町瑞穂 役
- 生放送はとまらない!（2003年10月10日、テレビ朝日） - 本人 役
- 竜馬がゆく（2004年1月2日、テレビ東京） - 大浦お慶 役
- 広島 昭和20年8月6日（2005年8月29日、TBS） - 主演・矢島志のぶ 役
- 役者魂!（2006年10月 - 12月、フジテレビ系） - 主演・烏山瞳美 役
- 坂の上の雲（2009年11月～2011年12月、NHK総合） - 秋山（佐久間）多美 役
- R60 スネークマンショー 畠山守とその妻（2011年4月23日、WOWOW） -
- 運命の人（2012年1月～3月、TBS） - ヒロイン・弓成由里子 役
- おやじの背中 第一話 圭さんと瞳子さん（2014年7月、TBS） - ヒロイン・樋口瞳子 役
- ふつうが一番 —作家・藤沢周平 父の一言—（2016年11月6日、TBS） - ヒロイン・小菅和子 役[68]
- カルテット（2017年1月 - 3月、TBS） - 主演・巻真紀 → 早乙女真紀 役[69]
- コートダジュールNﾟ10 WOWOW版第1話「むかしのともだち」（2017年11月20日、WOWOW・Hulu） - 柴田志麻子 役[70]
- ノーサイド・ゲーム（2019年7月 - 9月、TBS） - ヒロイン・君嶋真希 役[71]
- スイッチ（2020年6月21日、テレビ朝日） - ヒロイン・蔦谷円 役[72]
- 大豆田とわ子と三人の元夫 （2021年4月 - 6月、カンテレ・フジテレビ系） - 主演・大豆田とわ子 役[73]
- オリバーな犬、 (Gosh!!) このヤロウ シーズン2（2022年9月20日 - 10月4日、NHK総合）[74]
- 松尾スズキと30分強の女優（2023年3月25日 、WOWOW）[75]
- スロウトレイン（2025年1月2日、TBS） - 主演・渋谷葉子 役[76][77]
- しあわせな結婚（2025年7月17日 - 、テレビ朝日） - 鈴木ネルラ 役[78]

### テレビ番組
- タモリ倶楽部（テレビ朝日）不定期出演 - 2023年「空耳アワード」審査員
- テレビ未来遺産（TBS）
  - 「生命38億年スペシャル最新遺伝子ミステリー“人間とは何だ…!?”」（2013年2月11日）司会
  - 「生命38億年スペシャル最新脳科学ミステリー“人間とは何だ…!?”」（2014年2月12日）司会
  - 「生命38億年スペシャル 最新脳科学ミステリー“人間とは何だ…!?”」（2015年2月11日）司会
  - TBSテレビ60周年特別企画「生命38億年スペシャル“人間とは何だ…!?”」（2016年3月21日）司会
  - 「生命38億年スペシャル人間とは何だ…!?医療革命が始まった!健康・長寿の最新常識」（2017年8月14日）司会
- 日曜日の初耳学【松たか子が『アナ雪』の舞台裏&『ラブジェネ』『HERO』語る】（2022年6月19日、TBS）

### 音楽番組
- クリスマスの約束（2006年 - 、TBS）（番組最多ゲスト出演記録）

ほか多数

### NHK紅白歌合戦出場歴
| 年度/放送回               | 回 | 曲目             | 出演順 | 対戦相手 |
| ------------------------- | -- | ---------------- | ------ | -------- |
| 1997年（平成9年）/第48回  | 初 | 明日、春が来たら | 07/25  | シャ乱Q  |
| 1999年（平成11年）/第50回 | 2  | 夢のしずく       | 06/27  | 19       |
| 2017年（平成29年）/第68回 | 3  | 明日はどこから   | 20/23  | 星野源   |

- 注意点
  - 出演順は「出演順/出場者数」で表す。
  - 上記以外に1996年（第47回）の紅白では、紅組司会を務めた。

### ドキュメンタリー
- 情熱大陸 Vol.168（2001年8月26日、毎日放送）
- プレミアム10「松たか子〜彼女が歌う理由〜」（2007年11月9日、NHK総合）
- ノンフィクションW「もうひとりの松たか子」（2009年11月15日、WOWOW）

### ナレーション
- 三浦友和・松たか子の大河ロマン紀行〜生きていた百年の夢・流氷の科学者 岡崎文吉（1999年、日本テレビ）
- 朝日放送開局50周年記念番組「遥かなる人類への旅」（2000年、テレビ朝日）
- ぼくの自転車ひとり旅（2003年、フジテレビ）
- 松本幸四郎ファミリー スペイン ドン・キホーテ紀行『見果てぬ夢』を追い求めて（2006年、テレビ東京）
- ノンフィクションW 太陽の男 ラファエル・ナダル 〜No.1テニスプレーヤーの原点〜（2010年9月27日、WOWOW）
- 父さん相変わらず元気なり 〜秋山好古の日露戦争〜（2010年12月17日、NHK松山）
- 新日本風土記（2011年4月 - 、NHK BSプレミアム→BS・BSプレミアム4K）- ナレーション：声の旅人
- BBC Earth『ライフ -いのちをつなぐ物語-』（2011年、エイベックス・エンタテインメント）
- もういちど、日本（2011年 - 、NHK総合） - ナレーション[79]：声の旅人
- 特集 村上春樹を読む（2012年、NHKラジオ第2）
- J-WAVE開局25周年記念特別番組「UNBEATEN TRACKS IN JAPAN〜イザベラ・バードの日本紀行」（2013年、J-WAVE）
- NHKスペシャル「国際共同制作 和食 千年の味のミステリー」（2013年12月15日、NHK総合） - プレゼンテーター
- 静岡朝日テレビ開局40周年記念 高麗屋三大襲名スペシャル「八代目市川染五郎 密着3650日〜12歳・若武者が生まれるとき〜」（2018年1月7日、テレビ朝日） - ナレーション
- 毒出しバラエティ 山里&マツコ・デトックス（2018年4月17日、24日、TBS）
- 小田和正音楽特番「風のようにうたが流れていた（2019年3月29日、TBS）
- 朝まで「大人計画テレビ」〜松尾スズキと25人の仲間たち〜」（2019年3月31日、NHK BS） - ナレーション
- クリスマスの約束2019（2019年12月25日、TBS）
- 土曜プレミアム・まっちゃんねる（2020年10月24日・2021年6月19日、フジテレビ）
- 山田洋次の青春　〜映画の夢　夢の工場〜（2021年7月17日、NHK BSプレミアム）- ナレーション[80][81]
- クリスマスの約束2021（2021年12月25日、TBS）

### テレビ版吹替
- I LOVE ムーミン（2011年7月25日 - 29日、NHK BSプレミアム） - ムーミン、ミー、ムーミンママ など（日本語吹替）
- ムーミン・パペット・アニメーション（2012年 - 2013年、NHK BSプレミアム） - ムーミン、ミー、ムーミンママ など（日本語吹替）
- バラのささやき〜創られた美の物語（2016年、NHK Eテレ） - ノイバラ 役

### ゲーム
- キングダム ハーツIII （2019年、スクウェア・エニックス） - エルサ 役

### 配信ドラマ
- しあわせな結婚 -スピンオフ-（2025年7月31日、TELASA） - 鈴木ネルラ 役[82]

### ラジオドラマ
- 三菱UFJモルガン・スタンレー証券presents「音のいない世界で」（2014年、TOKYO FM） - 主人公・セイ 役

### CM
- 山崎製パン（1994年 - ）
  - 「新食感宣言」
  - 「春のパンまつり」
  - 「水ようかん」
  - 「サンロイヤル」
  - 「超芳醇特選」
  - 「クリスマスケーキ」
  - 「ゴールドシリーズ」
  - 「ロイヤルブレッド」
- 花王
  - 「エッセンシャル」（1996年）
  - 「メリット」（2006年）※ アニメ映画「ブレイブ・ストーリー」とのコラボCMに、主人公・三谷亘の声で出演。
- 角川書店「メンズウォーカー」（1996年）
- サントリー
  - 「ビックル」（1998年）
  - 「モルツ」（2006年）
  - 「ボス ゼロの頂点」（2011年 - 2012年）
  - 「こくしぼりプレミアム」（2018年）
  - 「クラフトボスTEA」（2019年）
  - 「宇宙人ジョーンズ・四姉妹」篇（2025年3月18日 - ）※ 杉咲花、河合優実、伊藤沙莉と共演[83]
- 日本電信電話（1997年 - 1998年）
- 東芝（1997年 - 2000年）
  - 「かわりばん庫」
  - 「DDインバーター銀河」
  - 「IH鍛造厚釜熱封じ炊き」
  - 「うるさくしま洗からみま洗」
  - 「強と清」
  - 「大清快」
- 資生堂「WHITIA」（1998年 - 2005年）
- たかの友梨ビューティークリニック「企業」（1999年）
- セイコー「ルキア」（1999年）
- 三和銀行（1999年）
- ネスレ日本「ネスカフェ・ゴールドブレンド」（2000年）
- 日本たばこ産業(JT)「GREEN'S」（2001年）
- AIU保険会社「メディカル総合保険・u」（2001年 - 2002年）
- ロート製薬（2001年 - 2003年）
  - 「新VロートEX」
  - 「ドリスタン」
- パナホーム（2002年 - 2012年）
- ハースト婦人画報社「marie claire（マリ・クレール）」（2003年）
- 日本コカ・コーラ（2004年）
  - 「まろ茶」
  - 「茶葉の功」
- 三菱UFJモルガン・スタンレー証券（旧・三菱UFJ証券）（2006年 - 2015年）
- ニッケペットケア（2006年 - 2007年）
- 富士通（2007年 - 2010年）
- キリン
  - キリンビール「コクの時間」（2010年）
  - キリンビバレッジ「別格」（2014年 - 2015年）
  - キリンビール「麒麟 発酵レモンサワー」（2021年 - ）
- ACジャパン（旧:公共広告機構）「今、わたしにできること・呼びかけ編」（2011年）
- 富士フイルム （2013年 - 2016年）
  - 「アスタリフトホワイト」
  - 「企業」
  - 「お正月を写そう」
- クリナップ 「ステディア」（2018年 - ）
- 興和 「ザ・ガードコーワ整腸錠α3＋」（2019年 - ）
- 日産自動車「サクラ」（2022年 - ）

## ディスコグラフィ

### シングル
| 枚   | リリース日     | タイトル         | 規格              | 販売生産番号                                |
| ---- | -------------- | ---------------- | ----------------- | ------------------------------------------- |
| 1st  | 1997年3月21日  | 明日、春が来たら | 8cmCD             | BVDR-1151                                   |
| 2nd  | 1997年5月21日  | I STAND ALONE    | 8cmCD             | BVDR-1165                                   |
| 3rd  | 1997年6月21日  | WIND SONG        | 8cmCD             | BVDR-1166                                   |
| 4th  | 1997年11月21日 | 真冬のメモリーズ | 8cmCD             | BVDR-1200                                   |
| 5th  | 1998年3月25日  | サクラ・フワリ   | 8cmCD             | BVDR-1218                                   |
| 6th  | 1998年5月27日  | ごめんね。       | 8cmCD             | BVDR-1229                                   |
| 7th  | 1998年9月4日   | Stay with me     | 8cmCD             | BVDS-21001                                  |
| 8th  | 1999年9月22日  | 夢のしずく       | 12cmCD            | POCH-1838                                   |
| 9th  | 1999年11月17日 | 月のダンス       | 12cmCD            | POCH-1862                                   |
| 10th | 2000年2月9日   | 桜の雨、いつか   | 12cmCD            | POCH-1894                                   |
| 11th | 2000年10月25日 | 優しい風         | 12cmCD            | UPCH-5025                                   |
| 12th | 2001年3月14日  | コイシイヒト     | 12cmCD            | UPCH-5031                                   |
| 13th | 2001年10月24日 | 花のように       | 12cmCD            | UPCH-5069                                   |
| 14th | 2002年6月26日  | Clover           | 12cmCD            | UPCH-5095                                   |
| 15th | 2002年11月13日 | 明日にくちづけを | 12cmCD            | UPCH-5140                                   |
| 16th | 2003年7月23日  | ほんとの気持ち   | 12cmCD            | UPCH-5201                                   |
| 17th | 2004年9月1日   | 時の舟           | 12cmCD            | UPCH-5269                                   |
| 18th | 2005年4月6日   | 未来になる       | 12cmCD            | UPCH-5300                                   |
| 19th | 2006年3月22日  | 明かりの灯る方へ | 12cmCD            | BVCR-19675                                  |
| 20th | 2006年11月29日 | みんなひとり     | 12cmCD+DVD 12cmCD | BVCR-19984/5（初回盤） BVCR-19078（通常盤） |
| 21st | 2009年10月21日 | 君となら         | 12cmCD+DVD 12cmCD | BVCL-20001/2（初回盤） BVCL-35（通常盤）    |
| 22nd | 2017年11月15日 | 明日はどこから   | 12cmCD            | BVCL-843                                    |

### アルバム

#### オリジナル・アルバム
| 枚   | リリース日     | タイトル          | 規格        | 販売生産番号                                  |
| ---- | -------------- | ----------------- | ----------- | --------------------------------------------- |
| 1st  | 1997年6月28日  | 空の鏡            | CD          | BVCR-791                                      |
| 2nd  | 1998年9月23日  | アイノトビラ      | CD          | BVCS-21002                                    |
| 3rd  | 2000年3月23日  | いつか、桜の雨に… | CD          | POCH-1916                                     |
| 4th  | 2001年6月13日  | a piece of life   | CD          | UPCH-1074                                     |
| 5th  | 2003年2月19日  | home grown        | CD EXTRA CD | UPCH-9050 （初回盤） UPCH-1218（通常盤）      |
| 6th  | 2003年10月8日  | harvest songs     | CD          | UPCH-1291                                     |
| 7th  | 2006年4月26日  | 僕らがいた        | CD          | BVCR-11085                                    |
| 8th  | 2007年4月25日  | Cherish You       | CD+DVD CD   | BVCR-18096/7 （初回盤） BVCR-11102 （通常盤） |
| 9th  | 2009年11月25日 | Time for music    | CD+DVD CD   | BVCL-20015/6（初回盤） BVCL-45（通常盤）      |
| 10th | 2017年12月6日  | 明日はどこから    | CD          | BVCL-855                                      |

#### ベスト・アルバム
| 枚  | リリース日    | タイトル                                   | 規格 | 販売生産番号 |
| --- | ------------- | ------------------------------------------ | ---- | ------------ |
| 1st | 2001年12月5日 | Five years 〜singles                       | CD   | UPCH-1120    |
| 2nd | 2006年6月28日 | MATSU TAKAKO SINGLE COLLECTION 1999-2005   | CD   | UPCH-1508    |
| 3rd | 2008年6月25日 | footsteps -10th anniversary Complete Best- | 3CD  | BVCR-18137/9 |

#### 企画盤
|                  | リリース日    | タイトル                                                | 規格      | 販売生産番号                            | 発売元       |
| サウンドトラック | 1998年3月21日 | 四月のピアノ 〜『四月物語』オリジナル・サウンドトラック | CD        | BVCR-803                                | BMG JAPAN    |
| ライブ・アルバム | 2002年2月21日 | 松たか子 concert tour vol.1 "a piece of life"           | CD        | UPCH-1140                               | ユニバーサル |
| ライブ・アルバム | 2004年3月24日 | matsu takako concert tour 2003 "second wave"            | CD+DVD CD | UPCH-9141（初回盤） UPCH-1340（通常盤） | ユニバーサル |

### 配信、劇中歌等
- 明日、春が来たら 97-07（2007年、BVCR-90039）
- 笑顔をみせて（2015年）
- 『アナと雪の女王』劇中歌日本語版（2014年、AVCW-63028/9）
  - レット・イット・ゴー
  - 生まれてはじめて (神田沙也加、松たか子)
  - 生まれてはじめて（リプライズ）(神田沙也加、松たか子)
- 『アナと雪の女王 エルサのサプライズ』劇中歌日本語版（2015年、AVCW-63084）
  - パーフェクト・デイ 〜特別な一日〜 (松たか子、神田沙也加、他)
- Doughnuts Hole「おとなの掟」（2017年） - テレビドラマ『カルテット』主題歌。松を含む主要キャスト4名による期間限定ユニットでの歌唱参加。
- 『アナと雪の女王/家族の思い出』劇中歌日本語版（2018年、AVCW-63262）
  - お祝いの鐘（神田沙也加、松たか子、ピエール瀧）
  - お祝いの鐘 (リプライズ)（松たか子）
  - お祝いをしよう（ピエール瀧、松たか子、神田沙也加、他）
  - あなたといるだけで（松たか子、神田沙也加、ピエール瀧、原慎一郎）
- 『アナと雪の女王2 』劇中歌日本語版（2019年、UWCD-1054）
  - ずっとかわらないもの（神田沙也加、松たか子、武内駿輔、原慎一郎）
  - イントゥ・ジ・アンノウン〜心のままに（松たか子（Feat.オーロラ））
  - みせて、あなたを（松たか子、吉田羊）
- STUTS & 松たか子 with 3exes『Presence』 - テレビドラマ『大豆田とわ子と三人の元夫』の主題歌集。

### DVD・ビデオ

#### ビデオクリップ集
1. filM 空の鏡（1997年10月12日） ※VHS、LD  ／（2003年11月26日） ※DVD（再発）
2. Film いつか、桜の雨に… （2000年4月5日）※VHS、DVD

#### ライブ
1. 松たか子 concert tour vol.1 "a piece of life" on film （2002年2月21日）※VIDEO、DVD
2. 「tour documentary film "diary"」〜 concert tour vol.1 "a piece of life"〜 （2002年3月21日）※VHS、DVD
3. matsu takako concert tour 2003 "second wave" on film （2004年3月24日） ※DVD
4. MATSU TAKAKO concert tour 2007 "I Cherish You" on film （2007年11月21日） ※DVD、初回盤＆通常盤
5. Takako Matsu Concert Tour 2010 "Time for Music" （2010年10月27日）※DVD、初回生産限定盤＆通常盤

### ゲスト参加
| リリース日    | 曲名                                                                                          | 初収録された作品                                                                                           |
| ------------- | --------------------------------------------------------------------------------------------- | --- |
| 1998年11月6日 | ジッパ・ディー・ドゥー・ダー〜美女と野獣／竹中直人, 松たか子 & 東京スカパラダイスオーケストラ | Various Artists『We Love Mickey -Happy 70th Anniversary-』                                                 |
| 2004年3月24日 | 二人のムラサキ東京                                                                            | キンモクセイと東京ジェンヌ「二人のムラサキ東京」                                                           |
| 2004年8月4日  | Caroline No／佐橋佳幸（山弦） With B-Girls（A.K.A-Ms.T）                                      | Various Artists『BEACH BOYS: BEST OF TRIBUTE』（日本人アーティストによるBEACH BOYSトリビュート・アルバム） |
| 2013年3月6日  | And I Love Car                                                                                | Various Artists『奥田民生・カバーズ2』                                                                     |
| 2015年9月10日 | 幸せな結末 with 松 たか子                                                                     | 鈴木雅之『DISCOVER JAPAN II』                                                                              |
| 2016年6月22日 | 最後の将軍 feat. 森の石松さん                                                                 | レキシ『Vキシ』                                                                                            |
| 2018年5月23日 | ありきたりな女                                                                                | Various Artists『アダムとイヴの林檎』（椎名林檎トリビュート・アルバム）                                    |
| 2022年2月23日 | 幸せな結末 with 松たか子                                                                      | 鈴木雅之『DISCOVER JAPAN DX』                                                                              |

### コーラス参加
| リリース日    | 曲名                                                 | 収録された作品                                          |
| ------------- | ---------------------------------------------------- | ------------------------------------------------------- |
| 2009年3月18日 | 「Runway」,「Don't you worry babe」,「ゆうがたラブ」 | 小坂忠『Connected』                                     |
| 2011年4月20日 | 複数                                                 | 小田和正『どーも』                                      |
| 2014年7月2日  | 複数                                                 | 小田和正『小田日和』                                    |
| 2017年2月15日 | 君のとなり produced by 小田和正                      | スキマスイッチ『re:Action』                             |
| 2018年5月2日  | 複数                                                 | 小田和正『この道を/会いに行く/坂道を上って/小さな風景』 |

## ライヴ・出演イベント

### ゲスト出演、コラボ参加
| 公演日         | 会場                                      | タイトル                                                                                    | 曲目 |
| -------------- | ----------------------------------------- | ------------------------------------------------------------------------------------------- | --- |
| 2000年12月1日  | 大阪城ホール                              | Act Against AIDS 2000 LIVE IN OSAKA                                                         | ・Will you still love me（w/ 佐藤竹善） ・Let it be（全員） |
| 2002年6月1日   | 大阪城ホール                              | INGNI presents FUNKY802 13th Anniversary Special JAPANESOUL                                 | ・赤いスイートピー ・野バラ咲く路（w/ 忌野清志郎） ・雨上がりの夜空に（忌野清志郎＋山弦＋出演者全員） |
| 2005年9月22日  | 日本武道館                                | 明治安田生命 Presents KAZUMASA ODA TOUR 2005"大好きな君に"                                  | ・ほんとの気持ち（w/ 小田和正） |
| 2005年10月1日  | 万博記念公園 もみじ川芝生広場             | 日本万国博覧会開催35周年記念 朝日新聞21 LIVE in EXPO'70「風に吹かれて 2005」                | ・夢伝説（出演者全員） ・トワイライト・アヴェニュー（w/ STARDUST REVUE） ・離れずに暖めて（w/ 佐藤竹善） ・夢のほとりで逢いましょう（w/ Skoop On Somebody） ・Spirit Of Love（出演者全員） |
| 2006年9月9日   | 万博記念公園 もみじ川芝生広場             | 朝日新聞 21 LIVE in EXPO'70「風に吹かれて2006」Supported by NTT 西日本 DENPO 115            | 【松づくし】アコースティックステージ ・明かりの灯る方へ（w/ 大橋卓弥） ・元気を出して（w/ 大橋卓弥） ・ボクノート（w/ 大橋卓弥, コブクロ feat.塩谷哲） ・500マイル〜木蘭の涙（w/ 根本要） ・同じ窓からみてた空（出演者全員）                                                                                                |
| 2007年10月13日 | 万博記念公園 もみじ川芝生広場             | 朝日新聞 21 LIVE in EXPO'70「風に吹かれて2007」                                             | ・ボーイズ・オン・ザ・ラン（全員） ・明かりの灯る方へ ・みんなひとり（w/ 竹内まりや） ・元気を出して（w/ 竹内まりや Cho. コブクロ, 佐藤竹善,TAKE） ・明日、春が来たら（feat.佐藤竹善,TAKE） ・どんな空でも（w/ コブクロ, 佐藤竹善, Skoop On Somebody, 馬場俊英, 金城綾乃, 夏川りみ, 絢香） ・風になりたい（全員＋宮沢和史） |
| 2009年4月27日  | Billboard Live TOKYO                      | 小坂忠＆Soul Connection"Connected Tour" 1st Stage & 2nd Stage                               | |
| 2009年5月31日  | 大阪城ホール                              | FM802 STILL20 SPECIAL LIVE<RADIO MAGIC>                                                     | ・500マイル（日本語版）（w/ 小田和正） ・明日、春が来たら |
| 2010年8月15日  | 日比谷野外大音楽堂                        | soul of どんと 2010 〜復活! 10周年 SPECIAL!〜                                               | ・魚ごっこ ・どんとマンボ（全員＋延原達治） |
| 2011年5月4日   | グランキューブ大阪 メインホール           | 東北関東大震災被災者支援コンサート『心の復興まで』 〜Cross your fingers〜                   | ・明日、春がきたら ・Home ・夢のほとりで逢いましょう（w/ Skoop On Somebody） ・Spirit Of Love（全員） |
| 2011年5月5日   | 幕張メッセ 国際展示場 9～11ホール         | JAPAN JAM 2011（真心ブラザーズのステージ）                                                  | ・BABY BABY BABY（以下全曲 w/ 真心ブラザーズ） ・ルイジアンナ ・拝啓、ジョン・レノン ・500マイル ・空にまいあがれ（w/ 真心ブラザーズ, 奥田民生） |
| 2011年6月15日  | 渋谷Bunkamuraオーチャードホール           | 塩谷哲プロデュース 東日本大震災被災地支援コンサートTOKYU MUSIC LIVE                         | ・home〜sweet home〜（feat.塩谷哲） ・真昼の月（feat.塩谷哲,上妻宏光） ・黄昏のビギン（feat.塩谷哲,キャラメルバンド） ・みんなひとり（feat.塩谷哲,キャラメルバンド） ・風になりたい（全員） |
| 2011年6月22日  | 西麻布Sweet Emotion                       | おとといミーティング TRICERATOPS "12-Bar"                                                   | ・エベレスト（以下全曲 w/ TRICERATOPS） ・Time For Music ・水溜まりの向こう |
| 2011年12月2日  | 日本橋三井ホール                          | 真心ブラザーズ『真心道中歌栗毛』                                                            | ・絵（以下全曲 w/ 真心ブラザーズ） ・500マイル ・ルイジアンナ |
| 2014年3月11日  | 西麻布音楽実験室新世界                    | GOWEST STORE PRESENTS 新世界3周年スペシャル「ダージリンの日」〜Tea For Three @新世界 vol.14 | ・お天気雨 ・スウィング・メモリー ・もっと泣いてよ、フラッパー ・コロラドの歌 他 |
| 2014年9月7日   | 昭和女子大学人見記念講堂                  | 佐橋佳幸(祝)芸能生活30周年記念公演〜東京城南音楽祭 T.J.O. 〜三茶編                          | ・ほんとの気持ち（feat. 小田和正, 根本要） ・home～sweet home ・Shinnin' You, Shinnin' Day （Cho. w/ 小田和正, 根本要） |
| 2016年8月17日  | 日本武道館                                | レキシツアー 遺跡、忘れてませんか?〜大きな仏像の下で〜                                      | ・最後の将軍（以下全曲 w/ レキシ） ・きらきら武士 |
| 2016年9月5日   | 渋谷区文化総合センター大和田 さくらホール | 小坂忠 Debut 50th Anniversary 〜Let the GOOD TIME's ROLL〜                                  | ・私の青空（w/ 小坂忠） ・ゆうがたラブ（全員） |
| 2017年5月20日  | さいたまスーパーアリーナ                  | 35th Anniversary スタ☆レビ大宴会 〜6時間大コラボレーションライブ〜大抽選会付き              | ・愛の歌（全員） ・夢伝説（全員） ・トワイライト・アヴェニュー ・おやすみ（w/ 小田和正） ・明日、春が来たら ・今夜だけきっと（全員） |

### ツアー
| 年     | ツアータイトル                                    | 会場 | 備考 |
| ------ | ------------------------------------------------- | --- | --- |
| 2001年 | Takako Matsu Concert tour vol.1 "a piece of life" | 10月24日 市原市市民会館 10月27日 福岡市民会館 10月31日 愛知県芸術劇場 11月2日 アクトシティ浜松 11月4日 大阪フェスティバルホール 11月6日 東京・Bunkamuraオーチャードホール 11月7日 仙台サンプラザホール 11月9日 新潟県民会館 11月12日 大宮ソニックシティ大ホール 11月15日 神奈川県民ホール 11月19日 東京・Bunkamuraオーチャードホール | ・編成： Vo.松たか子 Gt.&Arr.佐橋佳幸 Dr.鎌田清 Ba.萩原 “メッケン” 基文 Pf.塩谷哲 Key.柴田俊文 Per.大石真理恵 Sax.山本拓夫 Cho.大滝裕子 Vn.金子飛鳥（ゲスト）                                                                             |
| 2003年 | Matsu Takako Concert Tour 2003 "second wave"      | 10月10日 府中の森芸術劇場 10月13日 神戸国際会館 10月15日 香川県県民ホール 10月17日 仙台サンプラザホール 10月18日 大宮ソニックシティホール 10月24日 アクトシティ浜松 10月26日 愛知県芸術劇場 10月28日 群馬県民会館 10月31日 広島厚生年金会館 11月2日 神奈川県民ホール 11月5日 中野サンプラザホール 11月6日 中野サンプラザホール 11月9日 新潟県民会館 11月11日 ハーモニーホール座間 11月14日 宮崎市民文化ホール 11月16日 福岡サンパレス 11月17日 長崎ブリックホール 11月21日 北海道厚生年金会館 11月23日 NHKホール 11月28日 大阪フェスティバルホール 11月29日 大阪フェスティバルホール | ・編成： Vo.&Key.松たか子 Gt.&Musical Director:佐橋佳幸 Dr.鎌田清 Ba.萩原 “メッケン” 基文 Key.Dr.KYON Key.柴田俊文 Sax.山本拓夫 Tp.西村浩二 Cho.大滝裕子                                                                                  |
| 2007年 | Matsu Takako concert tour 2007 "I Cherish You"    | 5月18日 パルテノン多摩 5月20日 文化パルク城陽 5月22日 須坂市文化会館メセナホール 5月24日 神戸国際会館国際ホール 5月25日 大阪フェスティバルホール 5月27日 広島県立文化芸術ホール 5月29日 高知県民文化ホール 5月31日 宮城県民会館 6月6日 関市文化会館 6月8日 静岡市民文化会館 6月10日 大宮ソニックシティ 6月15日 神奈川県民ホール 6月17日 愛知県芸術劇場 6月19日 富山オーバード・ホール 6月21日 中野サンプラザホール 6月23日 宮崎市民文化ホール 6月26日 中野サンプラザホール 6月29日 福岡市民会館                                                                                      | ・編成： Vo.&Key.&Hca.松たか子 Key.&Band Mas:柴田俊文 Gt.石成正人 Dr.河村”カースケ”智康 Ba.tatsu Vn.&Cho.金子飛鳥 Cho.大滝裕子 Musical Director:佐橋佳幸 AI.毛利泰士                                                                      |
| 2010年 | Takako Matsu Concert Tour 2010 "Time for Music"   | 1月16日 福生市民会館 1月17日 愛知県勤労会館 1月23日 富田林すばるホール 1月24日 NHK 大阪ホール 1月29日 三島市民文化会館ゆうゆうホール 1月30日 中野サンプラザホール 2月5日 サンシティ越谷市民ホール 2月6日 横須賀芸術劇場 2月12日 松戸 森のホール21 大ホール 2月27日 大分エイトピアおおの （豊後大野市総合文化センター） 2月28日 福岡 イムズホール | ・編成： Vo.&Key.&Rec.&Per.松たか子 Gt.&Cho.&Arr.&Musical Director:佐橋佳幸 Key.柴田俊文 Sax.&Fl.&Per.&Cho.山本拓夫 Ba.川内啓史 Dr.小笠原拓海 ・安斎肇がオフィシャルグッズデザインを担当 ・真田広之がスペシャルゲストとして大阪公演に出演 |

## 書籍
- 松のひとりごと
  - 2003年、朝日新聞社、ISBN 978-4023303324
  - 2009年、朝日文庫、ISBN 978-4022616449
- 父と娘の往復書簡 ＊父・松本幸四郎（当時）と共著
  - 2008年、文藝春秋、ISBN 978-4-16-370730-3
  - 2011年、文春文庫、ISBN 978-4-16-780118-2